# 泊村有線テレビ
泊村有線テレビ（とまりゆうせん－）は、北海道古宇郡泊村が運営していた公営ケーブルテレビ局。

## 概要
1991年に開業。2004年には村営の光ファイバー網「とまりねっと」の一部に組み込まれた。
その後は北海道電力泊発電所に関連する固定資産税収入の減少に伴う行政サービスの整理に伴い、2017年9月末で廃止された。

## サービスエリア
- 泊村全域の全世帯